# Christophe Manin
Christophe Manin (* 12. Juli 1966 in Saint-Marcellin (Isère), Frankreich) ist ein ehemaliger französischer Radsportler. 

## Sportliche Laufbahn
Als knapp 21-jähriger Amateur begann Manin 1987 seine ersten erfolgreichen Straßenrennen zu absolvieren, aus denen der Sieg beim französischen Eintagesrennen Troyes–Dijon herausragt. Zuvor hatte er bereits beim traditionellen Rennen Paris–Troyes Platz drei erreicht. Nach einer weniger erfolgreichen Radsportsaison 1988 machte Manin 1989 erneut mit guten Ergebnissen auf sich aufmerksam. Nachdem er im Frühjahr das Etappenrennen Giro delle Regioni in Italien gewonnen hatte, erreichte er mit Platz drei beim Einzelstraßenrennen der Amateure bei der Rad-Weltmeisterschaft im französischen Chambéry den Höhepunkt seiner Amateurlaufbahn. 1989 erhielt er die Auszeichnung „Wolber d’or“ für den besten französischen Amateur des Jahres. 
Noch im selben Jahr wechselte Manin mit einem Vertrag beim französischen Radsportteam R.M.O. ins Berufsfahrerlager. Sein erstes großes Profirennen fuhr er im März 1990 bei der Tour de Romandie und beendete das Etappenrennen als 88. von 96 gewerteten Fahrern. 1990 wurde er auch zum ersten Mal beim Giro d’Italia eingesetzt, wo er unter 163 Aktiven 104. wurde. Bei einem weiteren Giro-Einsatz wurde Manin 1993 92. Als einzige Platzierung bei der Spanien-Rundfahrt steht 1991 ein 46. Platz zu Buche. 1992 und 1994 trat Manin bei der Tour de France an, wo er die Plätze 105 (1992) und 64 (1994) belegte. Während Manin bei den Profi-Weltmeisterschaften nicht Erscheinung trat, belegte er bei den nationalen Meisterschaften 1990 den dritten und 1993 den 40. Platz. 
Trotz seines schlechten Abschneidens bei der Tour de France war die Saison 1992 Manins bestes Profijahr, dessen Höhepunkt der fünfte Platz beim Etappenrennen Paris–Nizza war. Bei den unbedeutenderen Rennen Apulien-Rundfahrt (Giro di Puglia) und Trofeo Pantalica stand er jeweils mit einem dritten Platz auf dem Siegerpodest. Diese Notierungen verschafften ihm mit Platz 146 die beste Notierung seiner Laufbahn in der UCI-Weltrangliste. 1993 wechselte Manin zum US-amerikanischen Radsportteam Motorola, wo er unter anderem auf den jungen Lance Armstrong und den Deutschen Jan Schur traf. Nach einem erfolglosen Jahr unterschrieb Manin zur Saison 1994 beim französischen Team Chazal. Dort war er zwei Jahre aktiv, ohne zu nennenswerten Erfolgen zu kommen. Zum Ende der Radsportsaison 1995 beendete er seine Laufbahn als Berufsfahrer.